# Armorial des communes de la Haute-Vienne
- il comporte peu ou pas de sources.
- il reste des blasons à dessiner dans cet armorial.
- certaines figures sont encore dans un format bitmap et doivent être vectorisées.

Blason du Limousin : D'Hermine à la bordure de gueules.
Blason départemental de la Haute-Vienne : D'hermine à la bordure de gueules (Limousin), à une fasce ondée d'azur brochant.
Blason Comtal de la Marche : D'azur semé de fleurs de lis d'or (France ancien), à la bande de gueules chargée de trois lions d'argent brochant.
Blason de Rochechouart : Fascé-ondé d'argent et de gueules.
Blason de la famille de Mortemart : de Rochechouart, à une belette de sable sur la seconde fasce d'argent.

Cette page dresse l'ensemble des armoiries (figures et blasonnements) des communes de Haute-Vienne disposant d'un blason connu à ce jour. 
En 1941, une commission d'héraldique a été mandatée par la préfecture pour doter d'armoiries l'ensemble des communes du département. Aussi, chaque commune a reçu un projet de blason particulier. Cependant, toutes n'ont pas accepté ces armoiries. Pour ces dernières, il n'y eut donc aucun changement concernant leur blason ou absence de blason. Celles dépourvues d'armoiries sont mentionnées ici à la fin de la section correspondant à leur initiale. 
Cette commission, en théorie, n'a pas proposé d'armes enfreignant la Règle de contrariété des couleurs. Cependant, certaines communes portent des Armes à enquerre : elles sont incluses dans cet armorial, leur statut particulier étant mentionné dans la rubrique Détails.

(0 dessin(s) en attente.)
- Haut – A
- B
- C
- D
- E
- F
- G
- H
- I
- J
- K
- L
- M
- N
- O
- P
- Q
- R
- S
- T
- U
- V
- W
- X
- Y
- Z

## A
| Blason de Aixe-sur-Vienne | Blason  | D’azur à la croix d’argent dont chaque branche est chargée de trois ombres de chevrons, les pointes dirigées vers le centre. |
| Blason de Aixe-sur-Vienne | Détails | Le statut officiel du blason reste à déterminer.                                                                             |

| Blason de Ambazac | Blason  | D'argent à un tau d'azur, au chef de gueules chargé d'une aigle d'or issant de la partition. |
| Blason de Ambazac | Détails | Le tau fait référence au monastère placé sous le vocable de saint Antoine qui existait au 6e siècle à Ambazac. L'aigle est quant à elle une allusion à saint Étienne de Muret dont la dalmatique est entièrement ornée d'aigles d'or. Armoiries conçues par M. Pierre FAURE, et adoptées le 3 décembre 1971. |

| Blason de Arnac-la-Poste | Blason  | D'or à la tour fortifiée de deux ouvertures d'argent*, au chef de gueules chargé d'un cor d'argent surmonté d'un fouet de même, le tout posé en fasce.      |
| Blason de Arnac-la-Poste | Détails | * Il y a là non-respect de la règle de contrariété des couleurs : ces armes sont fautives (argent sur or). Le statut officiel du blason reste à déterminer. |

| Blason de Augne | Blason  | Parti de gueules et de sinople, au monogramme AUGNE de gueules* brochant soutenu d'une étoile d'argent. |
| Blason de Augne | Détails | * Il y a là non-respect de la règle de contrariété des couleurs : ces armes sont fautives (gueules sur sinople).. Initialement, le monogramme de 1941 était d'or, ce qui ne constituait pas une enquerre ; la municipalité changea ces armes sans justification. Le statut officiel du blason reste à déterminer. |

| Blason de Aureil | Blason  | Tranché d'azur à la colombe d'argent tenant un épi de blé d'or, et de gueules à la main bénissante appaumée de carnation. |
| Blason de Aureil | Détails | Le statut officiel du blason reste à déterminer.                                                                          |

| Blason de Azat-le-Ris | Blason  | D'azur à trois fleurs de lys d'or (de France), à la bande abaissée de gueules chargée de trois lionceaux d'argent posés à plomb et brochant sur le tout ; à l'écusson d'argent au pal bandé d'or et de sable, brochant sur le tout en cœur. |
| Blason de Azat-le-Ris | Détails | Armoiries conçues par la Commission Départementale d'Héraldique de 1941, et adoptées. |

- Haut – A
- B
- C
- D
- E
- F
- G
- H
- I
- J
- K
- L
- M
- N
- O
- P
- Q
- R
- S
- T
- U
- V
- W
- X
- Y
- Z

## B
| Blason de Balledent | Blason  | D'azur au pal denché d'argent.                                                        |
| Blason de Balledent | Détails | Armoiries conçues par la Commission Départementale d'Héraldique de 1941, et adoptées. |

| Blason de La Bazeuge | Blason  | Parti de gueules à la main de justice d'argent, et d'azur à la croix recroisetée d'or.                                                            |
| Blason de La Bazeuge | Détails | Armes allusives ("Bazeuge" ~ "bazoche", = gens de justice). Armoiries conçues par la Commission Départementale d'Héraldique de 1941, et adoptées. |

| Blason de Beaumont-du-Lac | Blason  | D'azur au mont d'or surmonté d'un soleil du même, à la champagne d'argent chargée d'une fougère de sinople posée en bande. |
| Blason de Beaumont-du-Lac | Détails | Le statut officiel du blason reste à déterminer.                                                                           |

| Blason de Bellac | Blason  | D'argent au château d'or*, maçonné de sable, couvert d'une toiture en dos d'âne du même, flanqué de deux tours et donjonné d'une autre tour d'or, couvertes de sable et pavillonnées du champ, le tout sur une mer d'azur; au chef d'azur chargé de trois fleurs de lis d'or mal ordonnées. |
| Blason de Bellac | Détails | * Ces armes emploient le terme « cousu » dans le seul but de contrevenir à la règle de contrariété des couleurs : elles sont fautives : or sur argent. Le blason original de 1941 (en alias) est quant à lui sans enquerre. Le blason ci-contre, utilisé par la municipalité de nos jours.  |
| Blason de Bellac | Alias   | D'argent au château de sable, couvert d'une toiture en dos d'âne, flanqué de deux tours et donjonné d'une autre tour, pavillonnées et girouettées du même, le tout sur une rivière d'azur, au chef aussi d'azur chargé de trois fleurs de lys d'or mal ordonnées.                           |

| Blason de Berneuil | Blason  | D'azur à un dolmen d'argent terrassé d'or, au chef du second chargé de trois frênes arrachés de sinople. |
| Blason de Berneuil | Détails | Le statut officiel du blason reste à déterminer.                                                         |

| Blason de Bersac-sur-Rivalier | Blason  | D'azur à un viaduc de huit arches de deux étages d'argent, posé entre deux versants d'or, sur une rivière du champ, au chef du second chargé d'un berceau de gueules accosté de deux sacs du même. |
| Blason de Bersac-sur-Rivalier | Détails | Armes parlantes (berceau). Le statut officiel du blason reste à déterminer. |

| Blason de Bessines-sur-Gartempe | Blason  | De sinople au sphinx ailé d'or, assis et contourné. |
| Blason de Bessines-sur-Gartempe | Détails | Le statut officiel du blason reste à déterminer.    |

| Blason de Beynac | Blason  | D'azur à la tige de blé de trois épis d'or posée en bande, au rameau de noyer fruité d'argent posé en barre, brochant sur le tout.                                                                    |
| Blason de Beynac | Détails | Le rameau de noyer évoque la mémoire de Jean de PUYDENUS, général des dominicains du 14e siècle, natif du lieu. Armoiries conçues par la Commission Départementale d'Héraldique de 1941, et adoptées. |

| Blason de Les Billanges | Blason  | D'azur au buste de Saint Étienne d’or.           |
| Blason de Les Billanges | Détails | Le statut officiel du blason reste à déterminer. |

| Blason de Blanzac | Blason  | De sable au linteau d'or chargé d'inscriptions du champ, au chef cousu de gueules chargé de deux sacs d'argent. |
| Blason de Blanzac | Détails | Le statut officiel du blason reste à déterminer.                                                                |

| Blason de Blond | Blason  | D'azur à l'église d'or, au franc-canton d'argent chargé d'un sautoir de gueules cantonné de quatre croisettes pommetées de sable. |
| Blason de Blond | Détails | Le statut officiel du blason reste à déterminer.                                                                                  |

| Blason de Boisseuil | Blason  | D'argent à trois arbrisseaux terrassés de sinople, au chef de gueules chargé d'une pensée d'or. |
| Blason de Boisseuil | Détails | Le statut officiel du blason reste à déterminer.                                                |

| Blason de Bonnac-la-Côte | Blason  | Parti d'or au monogramme BONNAC en lettres capitales de gueules ; et d'un coupé : au 1er d'azur à trois coqs d'argent, crêtés et membrés d'or, et au 2d de gueules à deux pals d'argent. |
| Blason de Bonnac-la-Côte | Détails | Reprise des armes de la famille de JOVION et du Prieuré de la Drouille Blanche. Armoiries conçues par la Commission Départementale d'Héraldique de 1941, et adoptées.                    |

| Blason de Bosmie-l'Aiguille | Blason  | Coupé de gueules et de sable au monogramme BOSMIE en lettres capitales d'or brochant sur la partition, surmonté du nombre romain MDCCLXXXXII d'argent. |
| Blason de Bosmie-l'Aiguille | Détails | Le statut officiel du blason reste à déterminer. |

| Blason de Breuilaufa | Blason  | D'or à trois hêtres terrassés de sinople, au chef de gueules chargé d'une croix d'argent (Chef de Savoie). |
| Blason de Breuilaufa | Détails | Le statut officiel du blason reste à déterminer.                                                           |

| Blason de Le Buis | Blason  | D'argent à la branche de sinople posée en pal, au dauphin pâmé d'azur brochant sur le tout[réf. nécessaire]. |
| Blason de Le Buis | Détails | Confusion probable avec Buis les Baronnies (Drôme)                                                           |

| Blason de Bujaleuf | Blason  | Tiercé en pairle : au 1er d'hermine plain, au 2d de sinople à un cheval contourné d'argent, au 3e d'azur à un poisson d'argent ; à l'écusson de gueules chargé des lettres gothiques S et M minuscules d'or rangées en pal, brochant sur la partition en pointe. |
| Blason de Bujaleuf | Détails | Le statut officiel du blason reste à déterminer. |

| Blason de Bussière-Boffy | Blason  | D'argent à un rameau de buis de sinople accompagné de deux rencontres de bœuf de gueules, accornés d'or. |
| Blason de Bussière-Boffy | Détails | Armes parlantes (Par à_-peu-près: buis-bœufs). Le statut officiel du blason reste à déterminer.          |

| Blason de Bussière-Galant | Blason  | D'argent à un rameau de buis de sinople, accompagné de deux têtes de coq de gueules allumées d'or. |
| Blason de Bussière-Galant | Détails | Armes parlantes (buis). Le statut officiel du blason reste à déterminer.                           |

| Blason de Bussière-Poitevine | Blason  | D'azur au templier vêtu et coiffé de mailles d'argent, croisé et ceinturé de gueules, accosté de deux rameaux de buis d'or, au chef du second chargé de trois croisettes ancrées du troisième. |
| Blason de Bussière-Poitevine | Détails | Armes parlantes (buis). Le statut officiel du blason reste à déterminer. |

- Haut – A
- B
- C
- D
- E
- F
- G
- H
- I
- J
- K
- L
- M
- N
- O
- P
- Q
- R
- S
- T
- U
- V
- W
- X
- Y
- Z

## C
| Blason de Les Cars | Blason  | De gueules au pal de vair.                                                                                      |
| Blason de Les Cars | Détails | Reprise sans brisure des armes de la famille PÉRUSSE DES CARS. Le statut officiel du blason reste à déterminer. |

| Blason de Chaillac-sur-Vienne | Blason  | Parti: au 1er de gueules à cinq châteaux d'or, au 2e d'hermine à la bordure de gueules (du Limousin); le tout sommé d'un chef fascé ondé d'argent et de gueules (de Rochechouart). |
| Blason de Chaillac-sur-Vienne | Détails | Le statut officiel du blason reste à déterminer. |

| Blason de Le Chalard | Blason  | De gueules à l'église romane fortifiée d'argent essorée d'or, posée dans un ancien cimetière du second, au franc-canton cousu d'azur semé de fleurs de lys aussi d'or, aux trois tours d'argent brochant sur le semé.                                                   |
| Blason de Le Chalard | Détails | Le franc-canton, composant pourtant une enquerre, est valable en le sens qu'il s'agit d'une reprise d'armoiries existantes, en l’occurrence de celles de la famille de LASTOURS. Armoiries établies par la Commission Départementale d'Héraldique de 1941, et adoptées. |

| Blason de Châlus | Blason  | De sinople à l'arc couché de gueules*, cordé de sable*, à la flèche ajustée du même, le tout soutenu d'une boule aussi de sable et environné de neuf quilles d'or posées en orle. |
| Blason de Châlus | Détails | * Il y a là non-respect de la règle de contrariété des couleurs : ces armes sont fautives (sable et gueules sur sinople). Le statut officiel du blason reste à déterminer.        |

| Blason de Champagnac-la-Rivière | Blason  | Parti d'or au lion d'azur, lampassé et couronné de gueules et à la champagne de sinople ; et du second billeté du premier au lion du même brochant ; le tout sommé d'un chef d'azur à la feuille de châtaignier d'or posée en fasce, le pétiole à dextre. |
| Blason de Champagnac-la-Rivière | Détails | Le statut officiel du blason reste à déterminer. |

| Blason de Champnétery | Blason  | D'azur à cinq épis de blé d'or plantés sur une terrasse du même, semée de touffes d'herbe de sinople. |
| Blason de Champnétery | Détails | Le statut officiel du blason reste à déterminer.                                                      |

| Blason de La Chapelle-Montbrandeix | Blason  | D'azur à trois châtaigniers d'or.                |
| Blason de La Chapelle-Montbrandeix | Détails | Le statut officiel du blason reste à déterminer. |

| Blason de Chaptelat | Blason  | Parti d’azur à un fer à cheval d’or ajouré du champ et soutenu d’un besant du même, et du même à la crosse contournée du premier ; le tout sommé du chef du Limousin.                                                                |
| Blason de Chaptelat | Détails | Saint Éloi est natif du lieu. C'est en son honneur que la commune arbore cette crosse d'azur. L'armorial de france donne la bordure engrelée Armoiries établies par la Commission Départementale d'Héraldique de 1941, et adoptées . |

| Blason de Châteauneuf-la-Forêt | Blason  | Écartelé de gueules à un château de trois tours d'or, ouvert du champ et ajouré de sable ; et d'azur à la croix ancrée d'argent ; sur le tout, de sable au lion d'or. |
| Blason de Châteauneuf-la-Forêt | Détails | Reprise des armes de la famille de CHÂTEAUNEUF. Le statut officiel du blason reste à déterminer.                                                                      |
| Blason de Châteauneuf-la-Forêt | Alias   | De sable au lion d'or. |

| Blason de Châteauponsac | Blason  | D'azur à la fasce d'argent.                             |
| Blason de Châteauponsac | Détails | Armoiries attribuées par D'HOZIER en 1696, et adoptées. |

| Blason de Châtenet-en-Dognon (Le) | Blason  | Coupé : au 1er de gueules à un donjon d'or maçonné, ajouré et ouvert de sable, au 2d d'argent à un châtaignier de sinople fruité d'or.                       |
| Blason de Châtenet-en-Dognon (Le) | Détails | Armes parlantes (Par à-peu-près Châtenet-Dognon → châtaignier-donjon). Armoiries conçues par la Commission départementale d'héraldique de 1941, et adoptées. |

| Blason de Cheissoux | Blason  | D'azur au mont de trois coupeaux d'argent, sommé d'une colombe contournée et couvant d'or, surmontée d'un croissant d'argent. |
| Blason de Cheissoux | Détails | Reprise des armes de la famille de CHEYSSOU. Le statut officiel du blason reste à déterminer.                                 |

| Blason de Chéronnac | Blason  | D'azur au chevron d'argent accompagné de trois roses des jardins du même. |
| Blason de Chéronnac | Détails | Le statut officiel du blason reste à déterminer.                          |

| Blason de Cieux | Blason  | D'azur à une divise d'or accompagnée d'un lion léopardé d'or en chef, et de six besants d'or en pointe, ordonnés 3, 2 et 1. |
| Blason de Cieux | Détails | Le statut officiel du blason reste à déterminer.                                                                            |

| Blason de Cognac-la-Forêt | Blason  | D'argent au lion de gueules armé et couronné d'azur. |
| Blason de Cognac-la-Forêt | Détails | Le statut officiel du blason reste à déterminer.     |

| Blason de Compreignac | Blason  | De gueules au buste de Saint Martin vêtu et nimbé d'or, accosté des lettres S et M, au chef cousu de France. |
| Blason de Compreignac | Détails | Le statut officiel du blason reste à déterminer.                                                             |

| Blason de Coussac-Bonneval | Blason  | D’azur au lion d’or armé et lampassé de gueules.                                              |
| Blason de Coussac-Bonneval | Détails | Reprise des armes de la famille de BONNEVAL. Le statut officiel du blason reste à déterminer. |

| Blason de Couzeix | Blason  | Tiercé en fasce : au 1er d'or chargé d'un buste d'évêque d'argent vêtu et mitré de gueules, accosté des lettres onciales S et M de sable entre deux clefs affrontées de gueules ; au 2d d'argent à un cheval galopant de sable, au 3e de sinople plain. |
| Blason de Couzeix | Détails | Le statut officiel du blason reste à déterminer. |

| Blason de La Croisille-sur-Briance | Blason  | Écartelé d'azur au sautoir d'or cantonné de quatre tours d'argent ouvertes et ajourées du champ ; et d'or à trois pals de gueules, chacun chargé de trois étoiles d'argent ; à l'estrez d'argent brochant sur la partition. |
| Blason de La Croisille-sur-Briance | Détails | Reprise des armes des familles MAUMONT DE SAINT WITTE et de MEILHARDS. Le statut officiel du blason reste à déterminer. |

| Blason de Cussac | Blason  | Tiercé en pairle renversé : au 1er de sinople à une bogue de châtaignier d'or, au 2d du même à une quenouille de sinople, au 3e d'azur à trois fasces ondées d‘argent ; le tout sommé d'un chef d'azur chargé de deux fasces ondées d'argent. |
| Blason de Cussac | Détails | Le bogue de châtaignier rappelle l'arbre emblématique du pays des Feuillardiers dont Cussac dépend, la quenouille évoque l'élevage ovin et l'industrie qui lui est associée, les trois fasces ondées représentent les bonnes fontaines, et les deux fasces ondées du chef sont issues des armes de la famille de SELVES DE CROMIÈRES. Le statut officiel du blason reste à déterminer. |

Pas d'information pour les communes suivantes :Chamboret, champsac Château-Chervix, Condat-sur-Vienne, La Croix-sur-Gartempe, Cromac
- Haut – A
- B
- C
- D
- E
- F
- G
- H
- I
- J
- K
- L
- M
- N
- O
- P
- Q
- R
- S
- T
- U
- V
- W
- X
- Y
- Z

## D
| Blason de Le Dorat | Blason  | Deux écus accolés: (1) De France à la bande de gueules chargée de trois léopards d'argent brochante (de la Marche). (2) D'azur à deux clefs d'argent passées en sautoir et cantonnées de quatre fleurs de lis d'or. |
| Blason de Le Dorat | Détails | Le premier écu reprend les armes attribuées par D'HOZIER à la commune. Le statut officiel du blason reste à déterminer.                                                                                             |

| Blason de Dournazac | Blason  | De sinople à un châtaignier d'or fruité du même ; mantelé d'azur, à une plane d'argent emmanchée au naturel, posée en fasce les poignées vers la pointe. Devise / Cri"Crubi nuri" (j'abrite et je nourris) |
| Blason de Dournazac | Détails | Armoiries conçues et dessinées par Jean-Pierre Lhomme, habitant de Dournazac, adoptées en 2009. |

Pas d'information pour les communes suivantes : Darnac, Dinsac, Dompierre-les-Églises, Domps,Droux
- Haut – A
- B
- C
- D
- E
- F
- G
- H
- I
- J
- K
- L
- M
- N
- O
- P
- Q
- R
- S
- T
- U
- V
- W
- X
- Y
- Z

## E
| Blason de Eymoutiers | Blason  | De sinople à deux bandes d’or.                          |
| Blason de Eymoutiers | Détails | Armoiries attribuées par D'HOZIER en 1696, et adoptées. |

Pas d'information pour les communes suivantes : Eybouleuf, Eyjeaux
- Haut – A
- B
- C
- D
- E
- F
- G
- H
- I
- J
- K
- L
- M
- N
- O
- P
- Q
- R
- S
- T
- U
- V
- W
- X
- Y
- Z

## F
| Blason de Feytiat | Blason  | Écartelé : au 1er d'argent au chef de gueules, au 2d d'azur à trois lions léopardés d'or, lampassés d'argent passant l'un sur l'autre, au 3e d'azur à la tour d'argent ouverte, maçonnée et ajourée de sable, au 4e de gueules à la fasce d'or. |
| Blason de Feytiat | Détails | Le 1er est de l'ordre de Gramont, fondateur de l'Abbaye de Chatenet vers 1120. Le 2d reprend les armes de la famille MALDENT DE FEYTIAT, les 3e et 4e celles des MARTIN DU PUYTISON. Le statut officiel du blason reste à déterminer.           |

| Blason de Folles | Blason  | D'or à trois feuilles de hêtre de sinople disposées en épi.                                   |
| Blason de Folles | Détails | Armes parlantes en latin (folium = feuille). Le statut officiel du blason reste à déterminer. |

| Blason de Fromental | Blason  | D'azur au chevron d'argent accompagné de trois étoiles d'or, celle en pointe soutenue d'un croissant d'argent. Ornements extérieursLa commune timbre ses armes d'une couronne de Baron. |
| Blason de Fromental | Détails | Le statut officiel du blason reste à déterminer. |

Pas d'information pour les communes suivantes : Flavignac
- Haut – A
- B
- C
- D
- E
- F
- G
- H
- I
- J
- K
- L
- M
- N
- O
- P
- Q
- R
- S
- T
- U
- V
- W
- X
- Y
- Z

## G
| Blason de Glandon | Blason  | D'azur à trois lionceaux d'or posés en bande.    |
| Blason de Glandon | Détails | Le statut officiel du blason reste à déterminer. |

| Blason de Gorre | Blason  | Parti d'argent et de gueules, à trois accouples d'azur bouclées et liées d'or, posées en pal et brochant sur le tout. |
| Blason de Gorre | Détails | Le statut officiel du blason reste à déterminer.                                                                      |

Pas d'information pour les communes suivantes : Gajoubert, La Geneytouse, Glanges, Les Grands-Chézeaux
- Haut – A
- B
- C
- D
- E
- F
- G
- H
- I
- J
- K
- L
- M
- N
- O
- P
- Q
- R
- S
- T
- U
- V
- W
- X
- Y
- Z

## I
| Blason de Isle | Blason  | De gueules à la tour d'argent maçonnée, ouverte et ajourée de sable, terrassée de sinople, adextrée d'une crosse d'or et senestrée d'une rose du même ; à la bordure cousue d'azur*. Devise / Cri"Insula non submersa" (l'île ne coule pas)                                                         |
| Blason de Isle | Détails | La tour représente le château des évêques, la roue d'engrenage symbolise quant à elle l'industrie isloise, notamment les usines du bord de Vienne (* Il y a là non-respect de la règle de contrariété des couleurs : ces armes sont fautives (azur sur gueules).) adoptées au cours du XIXe siècle. |

- Haut – A
- B
- C
- D
- E
- F
- G
- H
- I
- J
- K
- L
- M
- N
- O
- P
- Q
- R
- S
- T
- U
- V
- W
- X
- Y
- Z

## J
| Blason de Javerdat | Blason  | D'or à un arbre terrassé de sinople ; au chef fascé-ondé d'argent et de gueules (chef de Rochechouart). |
| Blason de Javerdat | Détails | Le statut officiel du blason reste à déterminer.                                                        |

| Blason de Jourgnac | Blason  | Parti de sinople et de gueules, à deux dextrochères d'argent mouvant des flancs dextre et senestre de l'écu et tenant chacun une épée d'argent garnies d'or passées en sautoir et surmontées de la date 1590 d'argent, le tout brochant sur la partition. |
| Blason de Jourgnac | Détails | Création de la commission héraldique départementale de 1941, adoptée. |

Pas d'information pour les communes suivantes : Jabreilles-les-Bordes, Janailhac, La Jonchère-Saint-Maurice
- Haut – A
- B
- C
- D
- E
- F
- G
- H
- I
- J
- K
- L
- M
- N
- O
- P
- Q
- R
- S
- T
- U
- V
- W
- X
- Y
- Z

## L
| Blason de Ladignac-le-Long | Blason  | De gueules à cinq châteaux de trois tours d'or ouverts et ajourés de sable, posés en sautoir. |
| Blason de Ladignac-le-Long | Détails | Le statut officiel du blason reste à déterminer.                                              |

| Blason de Laurière | Blason  | D'azur à la croix cléchée et pommetée de douze pièces d'or, remplie de gueules ; à la filière d'or. |
| Blason de Laurière | Détails | Utilisé par la commune.                                                                             |

| Blason de Limoges | Blason  | De gueules au buste de saint Martial d'argent, habillé et nimbé d'or, accosté en chef des lettres onciales S et M du même ; au chef d'azur chargé de trois fleurs de lys d'or. Devise / CriDieu garde la ville et saint Martial la population |
| Blason de Limoges | Détails | Le statut officiel du blason reste à déterminer. |

| Blason de Lussac-les-Églises | Blason  | - Écartelé d'hermine à la bordure de gueules et d'azur semé de fleurs de lys d'or à la bande de gueules chargée de trois lionceaux d'argent brochante ; sur le tout d'argent à trois merlettes de sable. - Écartelé du Limousin et de la Marche, sur le tout de Lignaud de Lussac. Devise / Cri« faire et tout en faisant se faire » |
| Blason de Lussac-les-Églises | Détails | Le statut officiel du blason reste à déterminer. |

Pas d'information pour les communes de Lavignac et Linards.
- Haut – A
- B
- C
- D
- E
- F
- G
- H
- I
- J
- K
- L
- M
- N
- O
- P
- Q
- R
- S
- T
- U
- V
- W
- X
- Y
- Z

## M
| Blason de Magnac-Bourg | Blason  | Écartelé: aux 1er et 4e de gueules à trois bandes d'or, au 2e d'azur à la tour donjonnée de trois pièces d'argent, ouverte du champ, au 3e d'azur au chevron d'argent accompagné de trois croisettes d'or. |
| Blason de Magnac-Bourg | Détails | Le statut officiel du blason reste à déterminer. |

| Blason de Magnac-Laval | Blason  | De sable à deux barres d'argent.                 |
| Blason de Magnac-Laval | Détails | Le statut officiel du blason reste à déterminer. |

| Blason de Mailhac-sur-Benaize | Blason  | De sinople au dolmen d'or.                       |
| Blason de Mailhac-sur-Benaize | Détails | Le statut officiel du blason reste à déterminer. |

| Blason de Maisonnais-sur-Tardoire | Blason  | De gueules au pal de vair, à la filière engrêlée d'argent brochante. |
| Blason de Maisonnais-sur-Tardoire | Détails | Le statut officiel du blason reste à déterminer.                     |

| Blason de Marval | Blason  | Mi-parti d'azur au chevron d'argent chargé de six mouchetures d'hermine de sable et bordé d'or, et de gueules à la croix de Toulouse d'or. |
| Blason de Marval | Détails | Le statut officiel du blason reste à déterminer.                                                                                           |

| Blason de La Meyze | Blason  | D'argent au soleil couchant d'or sur lequel broche un dextrochère armé d'argent et d'or brandissant une épée d'or, posé en barre et mouvant de l’angle senestre du chef, accompagné en pointe à dextre de trois quartefeuilles de sinople mal ordonnées, le tout enfermé dans une bordure réduite de gueules. |
| Blason de La Meyze | Détails | * Il y a là non-respect de la règle de contrariété des couleurs : ces armes sont fautives (or sur argent). Le statut officiel du blason reste à déterminer. |

| Blason de Mortemart | Blason  | Fascé ondé d’argent et de gueules. |
| Blason de Mortemart | Détails | Pour différencier la famille de Mortemart de celle de Rochechouart (dont elle descend), celle-ci orne sa seconde fasce d'argent d'une belette de sable. Le statut officiel du blason reste à déterminer. |

Pas d'information pour les communes suivantes : Masléon, Meilhac, Meuzac, Mézières-sur-Issoire, Moissannes, Montrol-Sénard
- Haut – A
- B
- C
- D
- E
- F
- G
- H
- I
- J
- K
- L
- M
- N
- O
- P
- Q
- R
- S
- T
- U
- V
- W
- X
- Y
- Z

## N
| Blason de Nantiat | Blason  | D'azur à la cotice en barre de gueules chargée de 8 feuilles d'or posées en fasce et accompagnée, en chef, de l'église du lieu d'argent mouvant de la cotice, et, en pointe, d'un annelet sur lequel broche une roue dentée, le tout du même mouvant du canton senestre. |
| Blason de Nantiat | Détails | Le statut officiel du blason reste à déterminer. |

| Blason de Neuvic-Entier | Blason  | D'argent à trois bandes ondées de gueules.                                                 |
| Blason de Neuvic-Entier | Détails | Armes erronées selon l'Armorial du limousin : confusion avec Neuvic en Corrèze. à corriger |

| Blason de Nexon | Blason  | D'azur à trois tours d'argent maçonnées de sable, accompagnées de six fleurs de lis d'or, 3, 2 et 1. |
| Blason de Nexon | Détails | Reprise des armes de la famille de LASTOURS. Le statut officiel du blason reste à déterminer.        |

| Blason de Nieul | Blason  | D’argent au lion de gueules, à la bordure d’azur chargée de onze besants du champ |
| Blason de Nieul | Détails | Le statut officiel du blason reste à déterminer.                                  |

Pas d'information pour les communes de Nedde et Nouic.
- Haut – A
- B
- C
- D
- E
- F
- G
- H
- I
- J
- K
- L
- M
- N
- O
- P
- Q
- R
- S
- T
- U
- V
- W
- X
- Y
- Z

## O
| Blason de Oradour-sur-Glane | Blason  | D'or à la croix alésée haussée de sable mouvant d'un brasier de gueules lui-même mouvant de la pointe, cantonnée en chef de deux dagues de gueules garnies de sable, posées l'une en bande, l'autre en barre, la pointe vers le centre de la croix. Devise / Cri« ni haine ni oubli ». |
| Blason de Oradour-sur-Glane | Détails | Le statut officiel du blason reste à déterminer. |

| Blason de Oradour-sur-Vayres | Blason  | D'or au lion couronné de gueules.                |
| Blason de Oradour-sur-Vayres | Détails | Le statut officiel du blason reste à déterminer. |

Pas d'information pour la commune d'Oradour-Saint-Genest.
- Haut – A
- B
- C
- D
- E
- F
- G
- H
- I
- J
- K
- L
- M
- N
- O
- P
- Q
- R
- S
- T
- U
- V
- W
- X
- Y
- Z

## P
| Blason de Le Palais-sur-Vienne | Blason  | Parti de sinople et de gueules au château couvert et flammé d’argent, ouvert, ajouré et maçonné de sable, brochant et posé sur une champagne d’or chargée de trois burelles ondées aussi de sinople, surmonté d’un besant aussi d’argent chargé d’une croisette pattée au pied fiché aussi de gueules, adextré d’une roue de moulin aussi d’or et senestré d’une roue d’horloge de seize dents du même. |
| Blason de Le Palais-sur-Vienne | Détails | Le statut officiel du blason reste à déterminer. |

| Blason de Panazol | Blason  | De gueules à la lettre capitale P d'argent, au chef d'argent chargé de quatre mouchetures d'hermine de sable. |
| Blason de Panazol | Détails | Le statut officiel du blason reste à déterminer.                                                              |

| Blason de Pensol | Blason  | De sinople à l’écusson cousu d’azur aux deux chevrons d’or, accompagné de trois besants d’argent. |
| Blason de Pensol | Détails | * Ces armes emploient le terme « cousu » dans le seul but de contrevenir à la règle de contrariété des couleurs : elles sont fautives : azur sur sinople. Le statut officiel du blason reste à déterminer. |

| Blason de Peyrat-le-Château | Blason  | D'azur à deux chevrons ondés d'or, enté ondé en pointe du même chargé d'une tour d'azur ouverte et ajourée de trois pièces rangées en barre à dextre d'or; à la filière d'or. |
| Blason de Peyrat-le-Château | Détails | Le statut officiel du blason reste à déterminer. |

| Blason de Pierre-Buffière | Blason  | De sable au lion d'or armé et lampassé de gueules. Ornements extérieursLe blason est surmonté d'une couronne de Baron. |
| Blason de Pierre-Buffière | Détails | Le statut officiel du blason reste à déterminer.                                                                       |

| Blason de La Porcherie | Blason  | Parti de sable à un cochon d'argent, et d'un tranché d'azur et d'or à l'ombre d'étoile de huit rais contenant une croisette de gueules brochante; au franc-canton du même chargé de deux épées d'argent passées en sautoir et accostées des chiffres 15 et 90 d'argent. |
| Blason de La Porcherie | Détails | La date 1590 rappelle le combat de Champvert, qui opposa les troupes de ligueurs du Vicomte de Pompadour à celles fidèles à Henri IV. Armes parlantes (porc). Armoiries établies par la Commission Départementale d'Héraldique de 1941, et adoptées.                    |

Pas d'information pour les communes suivantes : Pageas, Pensol, Peyrat-de-Bellac, Peyrilhac
- Haut – A
- B
- C
- D
- E
- F
- G
- H
- I
- J
- K
- L
- M
- N
- O
- P
- Q
- R
- S
- T
- U
- V
- W
- X
- Y
- Z

## R
| Blason de Rancon | Blason  | Losangé d'or et d'azur, au pal de gueules brochant sur le tout.                           |
| Blason de Rancon | Détails | Reprise des armes de la famille du lieu. Le statut officiel du blason reste à déterminer. |

| Blason de Razès | Blason  | De gueules à trois pals d'argent, au chef d'or.                                                             |
| Blason de Razès | Détails | Reprise avec modification des armes de la famille du lieu. Le statut officiel du blason reste à déterminer. |

| Blason de Rilhac-Lastours | Blason  | D'azur à trois tours d'argent accompagnées de six fleurs de lis d'or ordonnées 3, 2 et 1.                              |
| Blason de Rilhac-Lastours | Détails | Reprise des armes de la famille de LASTOURS. Armes parlantes (tours). Le statut officiel du blason reste à déterminer. |

| Blason de La Roche-l'Abeille | Blason  | D'or au mont de trois coupeaux de sinople, à la tour ouverte de gueules, brochant sur le tout ; au chef d'azur chargé de trois abeilles en vol d'or. |
| Blason de La Roche-l'Abeille | Détails | Armes parlantes. Armoiries de concepteur inconnu, adoptées le 6 octobre 2012.                                                                        |

| Blason de Rochechouart | Blason  | Fascé-ondé d'argent et de gueules.                                                                                   |
| Blason de Rochechouart | Détails | L'illustre famille de ROCHECHOUART, dont la trace remonte au Xe siècle, a été dépossédée du château du lieu en 1836. |

| Blason de Roussac | Blason  | D'azur à l'étoile d'argent, au chef d'or chargé de deux sacs liés de gueules                   |
| Blason de Roussac | Détails | Armes allusives (sacs de gueules→ roux sacs). Le statut officiel du blason reste à déterminer. |

Pas d'information pour les communes suivantes : Rempnat, Rilhac-Rancon, Royères, Roziers-Saint-Georges
- Haut – A
- B
- C
- D
- E
- F
- G
- H
- I
- J
- K
- L
- M
- N
- O
- P
- Q
- R
- S
- T
- U
- V
- W
- X
- Y
- Z

## S
| Blason de Saillat-sur-Vienne | Blason  | De gueules au pont droit de trois arches alésé d'argent, maçonné de sable; au chef d'or chargé de trois roues crantées de gueules. |
| Blason de Saillat-sur-Vienne | Détails | Le statut officiel du blason reste à déterminer.                                                                                   |

| Blason de Saint-Auvent | Blason  | Parti d'argent à deux lions à la queue léopardée de gueules l'un sur l'autre, au chef de sable ; et d'un fascé-ondé d'argent et de gueules. |
| Blason de Saint-Auvent | Détails | Armoiries de concepteur inconnu, adoptées ultérieurement à 1941.                                                                            |

| Blason de Saint-Bazile | Blason  | De gueules à l'écusson d'argent au lion de sable, accompagné de trois râteaux démanchés d'or. |
| Blason de Saint-Bazile | Détails | Le statut officiel du blason reste à déterminer.                                              |

| Blason de Saint-Brice-sur-Vienne | Blason  | D'azur à trois bandes d'argent chargées de huit charbons de sable enflammés de gueules 3, 2 et 3, la bande du milieu chargée en cœur des lettres S et B capitales de gueules entrelacées en pal; au pont de quatre arches d'argent, maçonné de sable et brochant en pointe. |
| Blason de Saint-Brice-sur-Vienne | Détails | Reprise partielle des armes de la famille du lieu, les CARBONNIÈRES, qui portaient les charbons ardents présents dans ces armes. Le statut officiel du blason reste à déterminer.                                                                                           |

| Blason de Saint-Cyr | Blason  | Écartelé: au 1er d'azur à l'église du lieu d'argent, au 2d fascé ondé d'argent et de gueules (de Rochechouart), au 3e de gueules à la main senestre d'argent appaumée en pal, au 4e d'azur à la bande d'argent chargée de trois étoiles de gueules. |
| Blason de Saint-Cyr | Détails | Le statut officiel du blason reste à déterminer. |

| Blason de Saint-Georges-les-Landes | Blason  | De pourpre à saint Georges équestre d'or tenant un bouclier d'argent chargé d’une croix de gueules, terrassant de sa lance d'or un dragon de même.                                                                   |
| Blason de Saint-Georges-les-Landes | Détails | Armes parlantes. Armoiries conçues par M. Jean-François BINON d'après le projet de la Commission Départementale d'Héraldique de 1941 (qui prévoyait un champ de sinople plutôt que de pourpre), et adoptées en 2019. |

| Blason de Saint-Germain-les-Belles | Blason  | De gueules au clocher du lieu d'argent mouvant de la pointe, accosté des lettres S et G du même; au franc-canton d'argent à la bande d'azur accompagnée de six roses de gueules posées en orle. |
| Blason de Saint-Germain-les-Belles | Détails | Le blason en alias a été attribué à la commune par D'HOZIER. Le statut officiel du blason reste à déterminer.                                                                                   |
| Blason de Saint-Germain-les-Belles | Alias   | D'argent à la barre d'azur. |

| Blason de Saint-Hilaire-Bonneval | Blason  | Coupé: au 1er d'or à deux bourdons de prieur de sable passés en sautoir et cantonnés des lettres S au flanc dextre, H en chef et B au flanc senestre, les trois lettres du même, au 2e d'or au bœuf paissant de sable. |
| Blason de Saint-Hilaire-Bonneval | Détails | Le statut officiel du blason reste à déterminer. |

| Blason de Saint-Hilaire-les-Places | Blason  | D'argent à la tierce ondée d'azur accompagnée des lettres gothiques d'or S en chef dextre, H en chef senestre et P en pointe, cette dernière soutenue d'une burelle d'azur; au chef d'argent chargé d'une branche de pommier posée en barre et accostée de deux fleurs à quatre pétales, tigées et feuillées, le tout de sinople; sur le tout, brochant sur la tierce et le chef, de sinople au buste de saint Hilaire d'or mouvant de la pointe. |
| Blason de Saint-Hilaire-les-Places | Détails | Le statut officiel du blason reste à déterminer. |

| Blason de Saint-Junien | Blason  | D'azur, à un lion d'or couronné, armé et lampassé de gueules.       |
| Blason de Saint-Junien | Détails | Armoiries attribuées à la commune par D'HOZIER en 1696 et adoptées. |

| Blason de Saint-Laurent-sur-Gorre | Blason  | D'azur au lion cousu de gueules, armé, lampassé et couronné d'or, accompagné de huit fleurs de lis du même, quatre de chaque côté posées en orle.                                                          |
| Blason de Saint-Laurent-sur-Gorre | Détails | * Ces armes emploient le terme « cousu » dans le seul but de contrevenir à la règle de contrariété des couleurs : elles sont fautives : gueules sur azur. Le statut officiel du blason reste à déterminer. |

| Blason de Saint-Léger-Magnazeix | Blason  | De gueules à une crosse d'or et une épée d'argent passées en sautoir, accompagnées en chef d'une mitre d'argent croisée d'or et en pointe d'une croisette pattée d'or, le monogramme SLM en lettres majuscules d'or brochant sur le tout en abîme. |
| Blason de Saint-Léger-Magnazeix | Détails | Adopté le 6 octobre 2010. |

| Blason de Saint-Léonard-de-Noblat | Blason  | D'azur à deux ceps d'argent posés en fasce, les anneaux vers le bas, accompagnés de trois fleurs de lys d'or. |
| Blason de Saint-Léonard-de-Noblat | Détails | Le statut officiel du blason reste à déterminer.                                                              |

| Blason de Saint-Martin-de-Jussac | Blason  | De gueules à la tour d'agent.                    |
| Blason de Saint-Martin-de-Jussac | Détails | Le statut officiel du blason reste à déterminer. |

| Blason de Saint-Martin-le-Vieux | Blason  | D'or à trois barres de gueules, au chef d'azur chargé de trois étoiles du champ. |
| Blason de Saint-Martin-le-Vieux | Détails | Le statut officiel du blason reste à déterminer.                                 |

| Blason de Saint-Mathieu | Blason  | Deux écus accolés : à dextre, d’azur à trois fasces d’argent; à senestre : parti au I d'azur à trois fasces d'argent; au II coupé: au 1) cinq points d'azur équipolés à quatre d'argent; au 2) d'azur à la croix d'argent. |
| Blason de Saint-Mathieu | Détails | Le statut officiel du blason reste à déterminer. |

| Blason de Saint-Ouen-sur-Gartempe | Blason  | Coupé : au 1er d'azur à une croix archiépiscopale d'or accostée des lettres (gothiques) S et O du même, au 2d de gueules à la fasce ondée d'argent. |
| Blason de Saint-Ouen-sur-Gartempe | Détails | La fasce ondée représente la Gartempe. Adopté avant la proposition de la commission héraldique départementale de 1941.                              |

| Blason de Saint-Pardoux | Blason  | D’or à la halle du lieu de gueules accostée de deux arbres de sinople et soutenue d'une mer d'azur ; au chef du Limousin. |
| Blason de Saint-Pardoux | Détails | La halle est l'élément patrimonial emblématique de la commune, les arbres rappellent le caractère verdoyant de la commune, la mer d'azur fait référence au lac du même nom, site touristique majeur de la région et le chef rappelle l'appartenance au Limousin. Armoiries conçues par M. Xavier LANSADE, adoptées le 7 décembre 2015. |

| Blason de Saint-Paul-d'Eyjeaux | Blason  | Parti de gueules à l'épée d'argent garnie d'or, et de sable au lion du second, armé et lampassé du premier. Différences entre dessin et blasonnement : le lion est dit "du second", donc d'argent, mais est dessiné d'or. |
| Blason de Saint-Paul-d'Eyjeaux | Détails | Armoiries conçues par le Dr Jean EYBERT, et adoptées le 18 avril 1986. |

| Blason de Saint-Sornin-Leulac | Blason  | Écartelé d'azur à la lettre S capitale d'argent, et de sable à deux barres d'argent.   |
| Blason de Saint-Sornin-Leulac | Détails | Armoiries établies par la Commission Départementale d'Héraldique de 1941, et adoptées. |

| Blason de Saint-Sulpice-Laurière | Blason  | De sinople à la cotice en barre d'or chargée d'une cotice en barre de gueules surchargée de l'inscription en capitales aussi d'or SAINT SULPICE LAURIERE et accompagnée, en chef, de 3 vaches couchées d'argent, 2 contournées, la troisième plus grosse brochant en partie sous celle de dextre, et, en pointe, de l'église du lieu aussi d'argent ; au chef cousu d'azur chargé de 3 feuilles de ginkgo biloba d'or penchées à dextre. |
| Blason de Saint-Sulpice-Laurière | Détails | * Ces armes emploient le terme « cousu » dans le seul but de contrevenir à la règle de contrariété des couleurs : elles sont fautives : azur sur sinople. Le statut officiel du blason reste à déterminer. |

| Blason de Saint-Sulpice-les-Feuilles | Blason  | D'azur à trois feuilles de chêne versées de sinople, la nervure principale d'or, réunies par leurs pétioles, la première posée en fasce, la seconde en pal et la troisième en bande, chargées de 2 glands de gueules à la cupule d'or posés en barre l'un sur l'autre ; au chef rompu d'or. |
| Blason de Saint-Sulpice-les-Feuilles | Détails | * Il y a là non-respect de la règle de contrariété des couleurs : ces armes sont fautives (sinople sur azur).. Le statut officiel du blason reste à déterminer. |

| Blason de Saint-Victurnien | Blason  | De sinople au buste de Saint Victurnien chevelé et barbé d’argent, habillé de sable, posé sur une champagne d’or chargé de trois trangles ondées du champ, adextré d’une roue de moulin de dix-huit aubes aussi d’or et senestré d’une harpe du même. Ornements extérieursDeux branches de châtaignier fruitées aux flancs, liées en pointe et chargées du listel orné de la devise, couronne murale de trois tours en chef. Devise / Cri« vallis tenebrosa » (la vallée sombre). |
| Blason de Saint-Victurnien | Détails | Armoiries de concepteur inconnu, adoptées le 5 juin 1988. |

| Blason de Saint-Vitte-sur-Briance | Blason  | D'azur au sautoir d'or cantonné de quatre tours d'argent.                                                                          |
| Blason de Saint-Vitte-sur-Briance | Détails | Reprise sans brisure des armes de la famille du lieu, les MAUMONT DE SAINT-WITTE. Le statut officiel du blason reste à déterminer. |

| Blason de Saint-Yrieix-la-Perche | Blason  | Parti de France et de gueules à une crosse d'or posée en pal.                      |
| Blason de Saint-Yrieix-la-Perche | Détails | Reprise sans brisure des pleines armes de France, ce qui constitue une usurpation. |

| Blason de Sainte-Marie-de-Vaux | Blason  | D’argent à trois hures de sanglier de sable .    |
| Blason de Sainte-Marie-de-Vaux | Détails | Le statut officiel du blason reste à déterminer. |

| Blason de Les Salles-Lavauguyon | Blason  | D’azur au portail de l’église Saint Eutrope d’argent, au chef fascé-ondé d’argent et de gueules (chef de Rochechouart) |
| Blason de Les Salles-Lavauguyon | Détails | Le statut officiel du blason reste à déterminer.                                                                       |

| Blason de Séreilhac | Blason  | Taillé : au 1er de gueules à une croix cléchée, vidée et pommetée de douze pièces d'or, au 2d de sinople à un vase à parfum d'or ; à la barre d’argent chargée de trois mouchetures d'hermine de sable posées à plomb, brochant sur la partition. |
| Blason de Séreilhac | Détails | Création Xavier Lansade, adoptée le 3 décembre 2021. |

| Blason de Solignac | Blason  | Taillé de gueules et de sinople, à la crosse d'abbé d'argent brochante, à l'abbaye du lieu du même, essorée d'or, ajourée de sable, brochant sur le tout. |
| Blason de Solignac | Détails | Armoiries établies par la Commission Départementale d'Héraldique de 1941, et adoptées.                                                                    |

| Blason de Sussac | Blason  | Tiercé en pairle renversé : au 1er de gueules à une couronne de laurier d'or, au 2e d'argent à trois mouchetures d'hermine de sable, au 3e de sinople à un châtaignier d'or accompagné en pointe d'une divise ondée d'argent chargée d'une divise ondée d'azur. |
| Blason de Sussac | Détails | Adopté en janvier 2022. |

Pas d'information pour les communes suivantes : Saint-Amand-le-Petit, Saint-Amand-Magnazeix, Saint-Barbant, Saint-Bonnet-Briance, Saint-Bonnet-de-Bellac, Saint-Denis-des-Murs, Sainte-Anne-Saint-Priest,  Sainte-Marie-de-Vaux, Saint-Gence, Saint-Genest-sur-Roselle,  Saint-Gilles-les-Forêts, Saint-Hilaire-la-Treille,  Saint-Jean-Ligoure, Saint-Jouvent, Saint-Julien-le-Petit, Saint-Junien-les-Combes,  Saint-Just-le-Martel, Saint-Laurent-les-Églises, Saint-Léger-la-Montagne, Saint-Martin-le-Mault, Saint-Martin-Terressus, Saint-Maurice-les-Brousses, Saint-Méard, Saint-Priest-Ligoure, Saint-Priest-sous-Aixe, Saint-Priest-Taurion, Saint-Sylvestre, Saint-Symphorien-sur-Couze, Saint-Yrieix-sous-Aixe, Sauviat-sur-Vige, Surdoux
- Haut – A
- B
- C
- D
- E
- F
- G
- H
- I
- J
- K
- L
- M
- N
- O
- P
- Q
- R
- S
- T
- U
- V
- W
- X
- Y
- Z

## T
| Blason de Thiat | Blason  | Coupé d'azur à deux cuviers d'or, et de gueules à un cuvier d'argent. |
| Blason de Thiat | Détails | Le statut officiel du blason reste à déterminer.                      |

| Blason de Thouron | Blason  | D'azur à deux tours d'argent ouvertes de gueules, accostant une fleur de lys d'or et soutenues d'un besant du même chargé de l'inscription 2 mars 1439 de sable sur trois lignes.           |
| Blason de Thouron | Détails | Les tours évoquent les deux châteaux de la commune, et la date rappelle le jour où Charles VII visita la commune. Armes parlantes (tours). Le statut officiel du blason reste à déterminer. |

- Haut – A
- B
- C
- D
- E
- F
- G
- H
- I
- J
- K
- L
- M
- N
- O
- P
- Q
- R
- S
- T
- U
- V
- W
- X
- Y
- Z

## V
| Blason de Vaulry | Blason  | Parti d'or au monogramme VAULRY en lettres capitales d'azur, et de gueules au chandelier d'argent allumé d'or. |
| Blason de Vaulry | Détails | Les armoiries actuelles figurent (par erreur) un chandelier alors qu'initialement le meuble était une lampe de mineur en référence aux mines d'étain présentes sur la commune. Le statut officiel du blason reste à déterminer. |

| Blason de Vayres | Blason  | De vair au chef de gueules chargé de trois églises d'argent.             |
| Blason de Vayres | Détails | Armes parlantes (vair). Le statut officiel du blason reste à déterminer. |

| Blason de Verneuil-Moustiers | Blason  | Parti de gueules à l'arbre arraché d'argent, et d'azur à la crosse d'or. |
| Blason de Verneuil-Moustiers | Détails | Le statut officiel du blason reste à déterminer.                         |

| Blason de Verneuil-sur-Vienne | Blason  | De gueules à la grappe de raisin d'or, au chef du même chargé d'une crosse et d'un bâton de prévôt de sable passés en sautoir. |
| Blason de Verneuil-sur-Vienne | Détails | Le statut officiel du blason reste à déterminer.                                                                               |

| Blason de Veyrac | Blason  | De vair au franc-quartier d'azur chargé de trois fasces ondées d'argent, au chef de gueules. |
| Blason de Veyrac | Détails | Armes parlantes (vair). Le statut officiel du blason reste à déterminer.                     |

| Blason de Vicq-sur-Breuilh | Blason  | De gueules au monogramme VICQ en lettres capitales d'argent posé entre deux chênes d'or sur une terrasse du même sur laquelle coule une rivière d'azur, au franc-canton bandé d'or et de sable de six pièces. |
| Blason de Vicq-sur-Breuilh | Détails | Le statut officiel du blason reste à déterminer. |

| Blason de Videix | Blason  | D'azur au monogramme VIDEIX en lettres capitales d'or, au franc-canton fascé ondé d'argent et de gueules (de Rochechouart). |
| Blason de Videix | Détails | Armoiries établies par la Commission Départementale d'Héraldique de 1941, et adoptées.                                      |

| Blason de Le Vigen | Blason  | D'argent à un clocher de gueules, au chef d'azur chargé d'un pont de cinq arches du champ. |
| Blason de Le Vigen | Détails | Le statut officiel du blason reste à déterminer.                                           |

| Blason de Villefavard | Blason  | Mi-parti d'argent à trois pals de sable, à un chevron du même brochant sur le tout ; et du premier à la fasce de gueules accompagnée de trois aiglettes d'azur. |
| Blason de Villefavard | Détails | Le statut officiel du blason reste à déterminer. |

- Haut – A
- B
- C
- D
- E
- F
- G
- H
- I
- J
- K
- L
- M
- N
- O
- P
- Q
- R
- S
- T
- U
- V
- W
- X
- Y
- Z